# Vital de Blois
Vital de Blois (lat. Vitalis Blesensis) est un écrivain français du XIIe siècle.

## Biographie
Né à Blois, il est connu par deux comédies en latin :  le Querolus écrit vers 1130- 1140, imité du Querolus et de l' Aulularia de Plaute, (imprimé en 1595 par Conrad Rittershuys et par Commelin sous le titre de Plauti Querolus) et Geta (v. 1125), adaptation de l' Amphitryon de Plaute. 
On lui avait anciennement attribué le Querolus original, qui date en réalité du IVe ou du Ve siècle de notre ère.

### Ouvrages
- Vincent Casanova, Le Querolus et l'aulularia de Vital de Blois: commentaire comparé, Université de Neuchâtel.
- Marie-Nicolas Bouillet  et Alexis Chassang (dir.), « Vital de Blois » dans Dictionnaire universel d’histoire et de géographie, 1878 (lire sur Wikisource).